# 俄西乡
俄西乡，是中华人民共和国西藏自治区昌都市洛隆县下辖的一个乡镇级行政单位。

## 行政区划
俄西乡下辖以下地区：
贡中村、次琼村、扎嘎村、西湖村、娘娘村、伟村、达邓村、也依村和甲瓦村。